# Liste der Naturdenkmale in Blieskastel
Die Liste der Naturdenkmale in Blieskastel nennt die auf dem Gebiet der Stadt Blieskastel im Saarpfalz-Kreis im Saarland gelegenen Naturdenkmale.

## Naturdenkmale
| Bild                          | Bezeichnung                 | Ort                                                                          | Beschreibung                          | Art | Nr.                            |
| ----------------------------- | --------------------------- | ---------------------------------------------------------------------------- | ------------------------------------- | --- | ------------------------------ |
| Fotos hochladen               | Stieleiche Riesweiler       | Blieskastel Altheim 49° 9′ 6,1″ N, 7° 18′ 57,6″ O)                           | „Nasser Wald“                         |     | ND-323-SPK-MAN (ex: D 6.06.01) |
| BW                            | Buchsbaum                   | Blieskastel Ballweiler Rubenheimer Straße 10 49° 12′ 7,7″ N, 7° 12′ 57,3″ O) |                                       |     | ND-324-SPK-MAN (ex: D 6.06.02) |
| BW                            | Buchsbaum                   | Blieskastel Ballweiler 49° 12′ 13,3″ N, 7° 12′ 51,3″ O)                      | gegenüber Anwesen Biesinger Straße 52 |     | ND-325-SPK-MAN (ex: D 6.06.03) |
| BW                            | Elsbeere                    | Blieskastel 49° 10′ 45,5″ N, 7° 16′ 54,1″ O)                                 | 1995 gelöscht.                        |     | ND-326-SPK-MAN (ex: D 6.06.04) |
| BW                            | Stieleiche Breitfurt        | Blieskastel 49° 11′ 19,4″ N, 7° 15′ 22,8″ O)                                 | Nähe Kirchheimer Hof                  |     | ND-327-SPK-MAN (ex: D 6.06.05) |
| BW                            | Feldahorne Breitfurt        | Blieskastel 49° 11′ 15″ N, 7° 15′ 28,8″ O)                                   | 2 Feldahorne                          |     | ND-328-SPK-MAN (ex: D 6.06.06) |
| BW                            | Silberlinde Breitfurt       | Blieskastel 49° 11′ 10,1″ N, 7° 15′ 28,8″ O)                                 | Sommerlinde                           |     | ND-329-SPK-MAN (ex: D 6.06.07) |
| BW                            | Rosskastanie Breitfurt      | Blieskastel 49° 11′ 12,7″ N, 7° 15′ 28,4″ O)                                 |                                       |     | ND-330-SPK-MAN (ex: D 6.06.08) |
| mehr Fotos \| Fotos hochladen | „Wolfsfelsen“               | Blieskastel Lautzkirchen 49° 15′ 49,1″ N, 7° 13′ 41,7″ O)                    |                                       |     | ND-331-SPK-MAN (ex: D 6.06.09) |
| BW                            | Mammutbäume Freishauser Hof | Blieskastel 49° 12′ 10,4″ N, 7° 17′ 3,5″ O)                                  | 2 Mammutbäume                         |     | ND-332-SPK-MAN (ex: D 6.06.10) |
| BW                            | Winterlinde Seelbach        | Blieskastel Seelbach 49° 13′ 45″ N, 7° 11′ 18,1″ O)                          | 2002 gelöscht.                        |     | ND-333-SPK-MAN (ex: D 6.06.11) |
| BW                            | Rosskastanie                | Blieskastel Wecklingen 49° 12′ 41,5″ N, 7° 13′ 16,9″ O)                      |                                       |     | ND-334-SPK-MAN (ex: D 6.06.12) |
| BW                            | „Dicke Eiche“               | Blieskastel 49° 11′ 50″ N, 7° 13′ 22,7″ O)                                   | 2000 gelöscht.                        |     | ND-335-SPK-MAN (ex: D 6.06.13) |
| BW                            | Birnbaum Wolfersweiler      | Blieskastel Wolfersheim 49° 11′ 54,9″ N, 7° 13′ 37,2″ O)                     |                                       |     | ND-336-SPK-MAN (ex: D 6.06.14) |

## Belege
1. ↑  
Naturdenkmale im Saarpfalz-Kreis. (pdf; 32 kB) Der Saarpfalz-Kreis. Die Kreisverwaltung, archiviert vom Original (nicht mehr online verfügbar); abgerufen am 29. Juni 2016.
2. ↑  Landesamt für Umwelt-
 und Arbeitsschutz:
 ND in Blieskastel
3. ↑  
Lösch-Verordnung  D.6.06.04
4. ↑  
Lösch-Verordnung  D.6.06.11
5. ↑  
Lösch-Verordnung  D.6.06.13

- Karte mit allen Koordinaten:
- OSM |
- WikiMap